# Лавева, Эрик
Эрик Лавева (фр. Erik Lavévaz; род. 15 февраля 1980, Аоста) — итальянский политик, губернатор области Валле-д’Аоста (2020—2023).

## Биография
Окончил Туринский университет по специальности «физика продвинутых технологий». В 2005 году избран мэром Веррея и неизменно оставался в этой должности до декабря 2019 года, когда вошёл в региональный совет автономной области Валле-д’Аоста, заместив Аугусто Ролландэна, получившего право на этот мандат после отставки депутата Луки Бьянки. В декабре 2018 года избран председателем партии «Союз долины Аосты».
По итогам региональных выборов 20-21 сентября 2020 года список Союза долины Аосты во главе с исполняющим обязанности губернатора Ренцо Тестолином получил 15,8 % голосов избирателей и 7 депутатских мандатов в региональном совете из 35, а победителем с относительным большинством стала Лига Севера (23,9 % голосов и 11 мест в парламенте). Формирование большинства, необходимого для избрания депутатами нового губернатора, потребовало много времени, в течение которого Тестолин продолжил исполнять свои обязанности.
21 октября 2020 года Лавева избран председателем региональной администрации, получив 20 голосов из 35 при поддержке левоцентристской фракции «Прогрессистский гражданский проект» (Progetto Civico Progressista, PCP), объединившей Демократическую партию, партии Зелёная Европа, Гражданская сеть, Первая статья и Возможно, а также националистов из партий Альянс долины Аосты (Alliance Valdôtaine), Альпийская звезда, Объединённая Валле-д’Аоста (Vallée d’Aoste Unie).
24 января 2023 года объявил об уходе в отставку, признав свою неспособность к консолидации прочного большинства в региональном совете. Временное исполнение обязанностей главы региональной администрации перешло к вице-губернатору Луиджи Берчи (Luigi Bertschy).